# FK Aksu
FK Aksu (kaz. Ақсу футбол клубы) – kazachski klub piłkarski, mający siedzibę w mieście Aksu, w północno-wschodniej części kraju, grający w Byrynszy liga. 

## Historia
Chronologia nazw:
- 2011: FK Aksu (kaz. Ақсу ФК)

Klub piłkarski FK Aksu został założony w miejscowości Aksu, w rejonie Myrzakent, w 2018 roku. Wcześniej w mieście funkcjonowała drużyna Metallurg Aksu, która grała do 2012 w rozgrywkach mistrzostw ZSRR i Kazachstanu. W sezonie 2018 zespół startował w Jekinszi ligasy (D3). W 2020 roku z powodu pandemii COVID-19 drużyny drugiej ligi zostały podzielone na 4 grupy, a klub z Aksu po zakończeniu sezonu uplasował się na pierwszym miejscu w grupie czwartej Jekinszi ligasy, zdobywając promocję do Birinszi ligasy (D2). W 2021 roku zdobył mistrzostwo w pierwszej lidze i otrzymał historyczny awans do Priemjer Ligasy. Debiutancki sezon 2022 w najwyższej lidze rozpoczął od remisu 0:0 z FK Atyrau.

## Barwy klubowe, strój, herb, hymn
|  |  |

Klub ma barwy czerwono-niebieskie. Zawodnicy domowe spotkania zazwyczaj grają w czerwonych koszulkach, czerwonych spodenkach oraz czerwonych getrach.

## Sukcesy

### Trofea międzynarodowe
Nie uczestniczył w rozgrywkach europejskich (stan na 31-05-2022).

### Trofea krajowe
| \| \| Zdobyte trofea w rozgrywkach Kazachstanu (stan na: 31-05-2022) \| |                                                                |      |          |
| Rozgrywki                                                               | Osiągnięcie                                                    | Razy | Sezon(y) |
| Mistrzostwo                                                             | I miejsce                                                      | 0    |          |
| Mistrzostwo                                                             | II miejsce                                                     | 0    |          |
| Mistrzostwo                                                             | III miejsce                                                    | 0    |          |
| Mistrzostwo                                                             | ?.miejsce                                                      | 1    | 2022     |
| Puchar                                                                  | zdobywca                                                       | 0    |          |
| Puchar                                                                  | finalista                                                      | 0    |          |
| Puchar                                                                  | 1/8 finału                                                     | 1    | 2019     |
| II liga                                                                 | I miejsce                                                      | 1    | 2021     |
| II liga                                                                 | II miejsce                                                     | 0    |          |
| II liga                                                                 | III miejsce                                                    | 0    |          |
| Kazachstan                                                              | Zdobyte trofea w rozgrywkach Kazachstanu (stan na: 31-05-2022) |      |          |

- Jekinszi ligasy (D3):
  - mistrz (1x): 2020 (4 grupa)

## Poszczególne sezony

### Rozgrywki krajowe
| \| Kazachstan \| Bilans występów klubu w rozgrywkach piłkarskich Kazachstanu (Stan na 31 maja 2022 r.) \| \| |                                                                                       |        |       |   |   |   |    |    |     |           |        |        |      |
| Poziom | Rozgrywki                                                                             | Sezony | Mecze | Z | R | P | B+ | B– | Pkt | Lata      | Awanse | Spadki | Naj. |
| I | Priemjer Ligasy                                                                       | 1      |       |   |   |   |    |    |     | od 2022   | 0      | 0      |      |
| II | Byrynszy Ligasy                                                                       | 1      |       |   |   |   |    |    |     | 2021      | 1      | 0      | 1    |
| III | Jekinszi Ligasy                                                                       | 3      |       |   |   |   |    |    |     | 2018–2020 | 1      | 0      | 1    |
| | Puchar                                                                                | 2      |       |   |   |   |    |    |     | od 2019   |        |        | 1/8  |
| Kazachstan                                                                                                   | Bilans występów klubu w rozgrywkach piłkarskich Kazachstanu (Stan na 31 maja 2022 r.) |        |       |   |   |   |    |    |     |           |        |        |      |

## Piłkarze, trenerzy, prezydenci i właściciele klubu

### Piłkarze

#### Aktualny skład zespołu
Stan na15 sierpnia 2022
| Nr | Poz. | Piłkarz             |
| -- | ---- | ------------------- |
| 1  | BR   | Marsel Islamkulow   |
| 3  | OB   | Islam Żilow         |
| 5  | OB   | Gafurżan Sujumbajew |
| 6  | PO   | Lazar Zličić        |
| 7  | PO   | Aslanbek Kakimow    |
| 8  | OB   | Ular Żaksybajew     |
| 9  | NA   | Sam Johnson         |
| 11 | PO   | Damir Marat         |
| 17 | NA   | Miras Turlybek      |
| 18 | NA   | Arman Smailow       |
| 19 | OB   | Grigorij Sartakow   |
| 20 | PO   | Anatolij Krasotin   |

| Nr | Poz. | Piłkarz                                    |
| -- | ---- | ------------------------------------------ |
| 21 | PO   | Jerkebulan Tungyszbajew                    |
| 25 | PO   | Tamerlan Agimanow                          |
| 27 | OB   | Ruslan Jesimow                             |
| 31 | BR   | Michaił Gołubniczy                         |
| 40 | OB   | Kajrat Żyrgalbek uulu                      |
| 57 | OB   | Artem Popow                                |
| 71 | BR   | Jewhen Kuczerenko (wyp.z Kołosu Kowaliwka) |
| 75 | OB   | Faith Obilor                               |
| 77 | NA   | Toni Silva                                 |
| 87 | PO   | Żaslan Kairkenow                           |
| 88 | PO   | Michaił Bakajew                            |
| 96 | OB   | Ołeksij Dytiatjew                          |

### Trenerzy
- 12.02.2021–14.11.2021:  Marat Jesliamow
- od 19.01.2022:  Rusłan Kostyszyn

## Struktura klubu

### Stadion
Klub piłkarski rozgrywa swoje mecze domowe na stadionie Centralnym w Pawłodarze, który może pomieścić 11 828 widzów.

## Kibice i rywalizacja z innymi klubami

### Derby
- Irtysz Pawłodar
- FK Ekibastuz